# Liste der römisch-katholischen Titularbistümer
Diese Liste der Titularbistümer der römisch-katholischen Kirche listet in alphabetischer Reihenfolge alle erloschenen Bistümer und Erzbistümer, denen dem Titel nach ein Titularbischof vorsteht.

## Erzbistümer (A–Z)
- Achrida:

1. Achrida
2. Achrida Armenia (erloschen)

- Adana:

1. Adana
2. Adana degli Armeni
3. Adana dei Greco-Melkiti

- Adulis
- Aegina
- Aenus
- Amasea
- Amastris
- Amida:

1. Amida
2. Amida dei Siri

- Amiternum
- Amorium
- Anasartha
- Anazarbus
- Anbar dei Caldei
- Anchialus
- Ancyra
- Antinoë
- Antiochia in Pisidia
- Apamea in Bithynia
- Apamea in Syria:

1. Apamea in Syria
2. Apamea in Syria dei Greco-Melkiti
3. Apamea in Syria dei Maroniti
4. Apamea in Syria dei Siri

- Aprus
- Aquileia
- Arcadiopolis in Europa
- Athenae
- Beroë
- Beroea
- Berytus
- Bizya
- Bosporus
- Bostra
- Brysis
- Caesarea in Cappadocia
- Caesarea in Palaestina:

1. Caesarea in Palaestina
2. Caesarea in Palaestina dei Greco-Melkiti

- Caesarea Ponti
- Camachus
- Caria
- Carpathus
- Cartagine
- Chalcedon:

1. Chalcedon
2. Chalcedon dei Armeni
3. Chalcedon dei Siri

- Chalcis in Syria
- Chersonesus in Zechia
- Cius
- Claudiopolis in Honoriade
- Colonia in Armenia
- Colossae
- Constantia in Scythia
- Corinthus
- Cotrada
- Cotyaeum
- Cypsela
- Cyrrhus:

1. Cyrrhus
2. Cyrrhus per i Maroniti

- Cyzicus
- Damascus
- Damiata dei Greco-Melkiti
- Dara
- Darnis
- Dercos
- Doclea
- Drizipara
- Edessa in Osrhoëne

1. Edessa in Osrhoëne
2. Edessa in Osrhoëne dei Greco-Melkiti
3. Edessa in Osrhoëne dei Siri

- Ephesus
- Emerita Augusta
- Gabula
- Gangra
- Garella
- Germa in Hellesponto
- Germia
- Gortyna
- Gradisca
- Gradum
- Hadrianopolis in Haemimonto
- Heliopolis in Phoenicia
- Hemesa
- Heraclea in Europa
- Hierapolis in Phrygia
- Hierapolis in Syria:

1. Hierapolis in Syria
2. Hierapolis in Syria Graecorum Melkitarum
3. Hierapolis in Syria Syrorum

- Iconium
- Iustiniana Prima
- Laodicea in Phrygia
- Laodicea in Syria
- Larissa in Thessalia
- Lauriacum
- Lemnus
- Leontopolis in Augustamnica
- Leontopolis in Pamphylia
- Leucas
- Macra
- Madytus
- Marcianopolis
- Mardin:

1. Mardin degli Armeni
2. Mardin dei Caldei
3. Mardin dei Siri

- Martyropolis
- Maximianopolis in Rhodope
- Melitene
- Mesembria
- Methymna
- Miletus
- Misthia
- Mitylene
- Mocissus
- Mopsuestia
- Myra:

1. Myra
2. Myra dei Greco-Melkiti

- Nacolia
- Naupactus
- Nazareth
- Neocaesarea in Ponto
- Nicaea Parva
- Nicomedia
- Nicopolis ad Nestum
- Nicopolis in Epiro
- Nicopsis
- Nicosia
- Nisibis:

1. Nisibis
2. Nisibis dei Caldei
3. Nisibis dei Maroniti
4. Nisibis per gli Armeni

- Novae Patrae
- Nubia
- Odessus
- Oregon City
- Oxyrynchus
- Palmyra dei Greco-Melkiti
- Paltus
- Panium
- Patrae
- Pedachtoë
- Pelusium:

1. Pelusium
2. Pelusium dei Greco-Melkiti

- Perge
- Pessinus
- Petra in Palaestina
- Phasis
- Philippi
- Philippopolis in Thracia
- Phulli
- Pompeiopolis in Cilicia
- Pompeiopolis in Paphlagonia
- Preslavus
- Proconnesus
- Ptolemais in Thebaide
- Ratiaria
- Rew-Ardashir dei Caldei
- Rhizaeum
- Rhodus
- Rhoina
- Rhusium
- Salamis
- Samosata
- Sardes
- Scythopolis
- Sebaste degli Armeni
- Sebastea
- Sebastopolis in Abasgia
- Seleucia in Isauria
- Seleucia Pieria
- Selge
- Selymbria
- Serdica
- Sergiopolis
- Serrae
- Side
- Silyum
- Sion
- Soltania
- Soteropolis
- Stauropolis
- Sugdaea
- Synnada in Phrygia
- Tagritum
- Tarsus:

1. Tarsus
2. Tarsus per gli Armeni
3. Tarsus dei Greco-Melkiti

- Teodosia
- Ternobus
- Thebae
- Thessalonica
- Tiburnia
- Trapezus
- Tyana
- Tyrus
- Velebusdus
- Verissa
- Viminacium

## Bistümer (A–Z)

### A
- Abaradira
- Abari
- Abbir:

1. Abbir Germaniciana
2. Abbir Maius

- Abdera
- Abercornia
- Abernethia
- Abidda
- Abila:

1. Abila in Palaestina
2. Abila Lysaniae

- Abitinae
- Abora
- Abrittum
- Absa Salla
- Absorus
- Abthugni
- Abula
- Abydus
- Abziri
- Acalissus
- Acarassus
- Acci
- Accia
- Acelum
- Achantus
- Achelous
- Acholla
- Achyraus
- Acilisene
- Acmonia
- Acrassus
- Acropolis
- Acufida
- Adada
- Adraa
- Adramyttium
- Adrasus
- Aeca
- Aeclanum
- Aegae
- Aegeae
- Aela
- Aeliae
- Aemona
- Aëtus
- Aezani
- Africa
- Afufenia
- Agathonice
- Agathopolis
- Agbia
- Aggar
- Aggersel
- Agnus
- Agrippias
- Aguntum
- Akka
- Alabanda
- Alalis
- Ala Miliaria
- Alava
- Alba:

1. Alba
2. Alba Maritima

- Albulae
- Aleria
- Alet
- Alexanum
- Algiza
- Alia
- Aliezira
- Alinda
- Allegheny
- Alphocranon
- Altava
- Altiburus
- Altinum
- Alton
- Amadassa
- Amaia
- Amantea
- Amantia
- Amathus:

1. Amathus in Cypro
2. Amathus in Palaestina

- Amaura
- Ambia
- Amblada
- Amida degli Armeni
- Amisus
- Amiternum
- Ammaedara
- Ammoniace
- Amphipolis
- Ampora
- Amudarsa
- Amyclae
- Amyzon
- Anaea
- Anastasiopolis
- Anatetarta
- Ancusa
- Ancyra:

1. Ancyra Ferrea
2. Ancyra degli Armeni

- Andeda
- Andrapa
- Andravida
- Andropolis
- Anemurium
- Anineta
- Antaeopolis
- Antandrus
- Antarados
- Anthedon
- Antiochia:

1. Antiochia ad Maeandrum
2. Antiochia Parva

- Antigonea
- Antipatris
- Antiphellus
- Antiphrae
- Antipyrgos
- Antium
- Apamea Cibotus
- Aperlae
- Aphnaeum
- Aphroditopolis
- Apisa Maius
- Apollonia:

1. Apollonia
2. Apollonia Salbace

- Apollonias
- Apollonis
- Apollonopolis:

1. Apollonopolis Magna
2. Apollonopolis Parva

- Apollonos-Hieron
- Appia
- Appiaria
- Apt
- Aptuca
- Aquae:

1. Aquae Albae in Byzacena
2. Aquae Albae
3. Aquae Flaviae
4. Aquae in Byzacena
5. Aquae in Dacia
6. Aquae in Mauretania
7. Aquae in Numidia
8. Aquae in Proconsulari
9. Aquae Novae in Numidia
10. Aquae Novae in Proconsulari
11. Aquae Regiae
12. Aquae Sirenses
13. Aquae Thibilitanae

- Aquaviva
- Aquipendium
- Arabia
- Arabissus
- Arad
- Aradi
- Aradus
- Arae:

1. Arae in Mauretania
2. Arae in Numidia

- Arathia
- Araxa
- Arba
- Arbanum
- Arcadia
- Arcadiopolis in Asia
- Arca:

1. Arca in Armenia
2. Arca in Phoenicia
3. Arca in Phoenicia dei Maroniti

- Arcavica
- Archelaïs
- Archis
- Ardamerium
- Árd:

1. Árd Carna
2. Árd Mór
3. Árd Sratha

- Arena
- Areopolis
- Arethusa:

1. Arethusa
2. Arethusa dei Siri

- Argos
- Ariarathia
- Ariassus
- Arindela
- Arisitum
- Aristium
- Armentia
- Arna
- Arneae
- Arpi
- Arsacal
- Arsamosata
- Arsennaria
- Arsinoë:

1. Arsinoë in Arcadia
2. Arsinoë in Cypro

- Arycanda
- Ascalon
- Aspendus
- Aspona
- Assava
- Assidona
- Assuras
- Assus
- Astigi
- Astypalaea
- Asuoremixta
- Atella
- Atenia
- Athribis
- Ath Truim
- Athyra
- Attaea
- Attalea:

1. Attalea in Lydia
2. Attalea in Pamphylia

- Attanasus
- Attuda
- Auca
- Aufinium
- Augile
- Augurus
- Augusta
- Augustopolis:

1. Augustopolis in Palaestina
2. Augustopolis in Phrygia

- Aulon
- Aulona
- Aureliopolis:

1. Aureliopolis in Asia
2. Aureliopolis in Lydia

- Aurocla
- Aurusuliana
- Ausafa
- Ausana
- Ausuaga
- Ausuccura
- Autenti
- Auzegera
- Auzia
- Aveia
- Avensa
- Avioccala
- Avissa
- Avitta Bibba
- Axieri
- Axiopolis
- Axomis
- Azotus
- Azura

### B
- Babra
- Babylon
- Bacanaria
- Bacatha:

1. Bacatha in Arabia
2. Bacatha in Palaestina

- Badiae
- Bagai
- Bagis
- Bahanna
- Baia
- Balanea
- Balbura
- Balecium
- Baliana
- Balneoregium
- Bamaccora
- Bapara
- Bararus
- Barata
- Barbalissus
- Barca
- Barcusus
- Bardstown
- Bareta
- Bargala
- Bargylia
- Barica
- Baris:

1. Baris in Hellesponto
2. Baris in Pisidia

- Basilinopolis
- Bassiana
- Basti
- Batnae:

1. Batnae
2. Batnae dei Siri

- Bavagaliana
- Beatia
- Beersheba
- Bela
- Belabitene
- Belali
- Belesasa
- Bellicastrum
- Belline
- Bencenna
- Benda
- Benepota
- Beneventum
- Bennefa
- Berenice
- Berissa
- Berrhoea
- Betagbarar
- Betlehem
- Bethsaida
- Bethzabda
- Bettonium
- Beverlacum
- Biccari
- Bida
- Bigastro
- Bilta
- Binda
- Birtha
- Bisarcio
- Bisenzio
- Bisica
- Bistue
- Bisuldino
- Bita
- Bitettum
- Bitylius
- Bladia
- Blanda Julia
- Blaundus
- Blera
- Bocconia
- Bolina
- Bonitza
- Bononia
- Bonusta
- Boreum
- Bosana
- Boseta
- Bossa
- Botriana
- Botrys
- Bria
- Britonia
- Briula
- Brixellum
- Bruzus
- Bubastis
- Bubon
- Bucellus
- Budua
- Buffada
- Bugia
- Buleliana
- Bulgarophygum
- Bulla:

1. Bulla
2. Bulla Regia

- Bulna
- Burca
- Bure
- Buruni
- Busiris
- Buslacena
- Buthrotum
- Butus
- Buxentum
- Byblus

### C
- Cabarsussi
- Cabasa
- Cadi
- Cadossia
- Caeciri
- Caere
- Caesarea:

1. Caesarea in Bithynia
2. Caesarea in Cappadocia degli Armeni
3. Caesarea in Cappadocia dei Greco-Melkiti
4. Caesarea in Mauretania
5. Caesarea in Numidia
6. Caesarea in Thessalia
7. Caesarea Philippi

- Caesariana
- Caesaropolis
- Caffa
- Calama
- Calatia
- Caliabria
- California
- Callinicum:

1. Callinicum
2. Callinicum dei Maroniti

- Callipolis
- Caloe
- Caltadria
- Calydon
- Calynda
- Cambysopolis
- Campania
- Camplum
- Camuliana
- Cana
- Canapium
- Canatha
- Candyba
- Canea
- Cannae
- Canopus
- Canosa
- Cantanus
- Capharnaum
- Capitolias
- Capra
- Capreae
- Caprulae
- Capsa
- Capsus
- Caput Cilla
- Carallia
- Carcabia
- Cardabuntha
- Cardicium
- Cariana
- Carinola
- Carmeiano
- Carpasia
- Carpentras
- Carpi
- Carrhae
- Cartennae
- Carystus
- Casae:

1. Casae Calanae
2. Casae in Numidia
3. Casae in Pamphylia
4. Casae Medianae
5. Casae Nigrae

- Casius
- Cassandria
- Cassiope
- Castabala
- Castello
- Castellum:

1. Castellum Iabar
2. Castellum in Mauretania
3. Castellum in Numidia
4. Castellum Medianum
5. Castellum Minus
6. Castellum Ripae
7. Castellum Tatroportus
8. Castellum Tingitii
9. Castellum Titulianum

- Castoria
- Castra:

1. Castra Galbae
2. Castra Martis
3. Castra Nova
4. Castra Severiana

- Castro:

1. Castro di Puglia
2. Castro di Sardegna

- Castrum
- Castulo
- Catabum Castra
- Cataquas
- Catenna
- Catrum
- Catula
- Caudium
- Caunus
- Cavaillon
- Cea
- Ceanannus Mór
- Cebarades
- Cediae
- Cedamusa
- Cefala
- Celenderis
- Celene
- Celerina
- Cellae:

1. Cellae in Mauretania
2. Cellae in Proconsulari

- Cell Ausaille
- Cembalo
- Cemerinianus
- Cenae
- Cenculiana
- Centenaria
- Centuria
- Centuriones
- Cephas
- Ceramus
- Ceramussa
- Cerasa
- Cerasus
- Ceraunia
- Cerbali
- Cercina
- Ceretapa
- Cernitza
- Cerynia
- Cestrus
- Chaialum
- Chalcis:

1. Chalcis in Europa
2. Chalcis in Graecia

- Charac-Moba
- Charadrus
- Chariopolis
- Chełm
- Chersonesus:

1. Chersonesus in Creta
2. Chersonesus in Europa

- Chiemsee
- Chimaera
- Choba
- Choma
- Chonochora
- Christianopolis
- Christopolis
- Chrysopolis:

1. Chrysopolis in Arabia
2. Chrysopolis in Macedonia

- Chullu
- Chunavia
- Chusira
- Chytri
- Cibalae
- Cibaliana
- Cibyra
- Cidramus
- Cidyessus
- Cilibia
- Cillium
- Cincari
- Cingoli
- Cinna
- Cinnaborium
- Circesium
- Cisamus
- Ciscissus
- Cissa
- Cissi
- Cissita
- Citharizum
- Citium
- Citrus
- Città Ducale
- Civitate
- Claneus
- Claternae
- Claudiopolis in Isauria
- Clauens
- Clazomenae
- Cleopatris
- Cluain Iraird
- Cluentum
- Clypia
- Clysma
- Cnidus
- Cnossus
- Codaca
- Codrula
- Coela
- Coeliana
- Colbasa
- Colonia in Cappadocia
- Colophon
- Columbica
- Columnata
- Colybrassus
- Comama
- Comana:

1. Comana Armeniae
2. Comana Pontica

- Comba
- Conana
- Concordia
- Cone
- Constantina
- Constantia:

1. Constantia in Arabia
2. Constantia in Phoenicia
3. Constantia in Thracia

- Coprithis
- Coptus
- Coracesium
- Corada
- Corna
- Corniculana
- Corone
- Coronea
- Coropissus
- Corycus
- Corydala
- Cos
- Cotenna
- Cova
- Cozyla
- Cratia
- Cremna
- Crepedula
- Cresima
- Croae
- Cubda
- Cucusus
- Cufruta
- Cuicul
- Cululi
- Culusi
- Cumae
- Cuncacestre
- Cunga Féichin
- Cures Sabinorum
- Curium
- Cursola
- Curubis
- Cusae
- Cyanae
- Cybistra
- Cydonia
- Cyme
- Cynopolis:

1. Cynopolis in Aegypto
2. Cynopolis in Arcadia

- Cyparissia
- Cyrene

### D
- Dadima
- Dadybra
- Dagnum
- Daimlaig
- Daldis
- Dalisandrus:

1. Dalisandus in Isauria
2. Dalisandus in Pamphylia

- Danaba
- Daonium
- Daphnusia
- Daphnutium
- Dara dei Siri
- Dardanus
- Dascylium
- Daulia
- Dausara
- Decoriana
- Demetrias
- Derbe
- Deultum
- Diana
- Diano
- Dibona
- Dices
- Diocaesarea:

1. Diocaesarea in Isauria
2. Diocaesarea in Palaestina

- Dioclea
- Diocletiana
- Diocletianopolis:

1. Diocletianopolis in Palaestina
2. Diocletianopolis in Thebaide
3. Diocletianopolis in Thracia

- Dionysiana
- Dionysias
- Dionysiopolis
- Diospolis:

1. Diospolis Inferior
2. Diospolis Superior
3. Diospolis Thracia

- Dioshieron
- Dium
- Doara
- Doberus
- Docimium
- Dodona
- Dolia
- Doliche
- Domitiopolis
- Domnach Sechnaill
- Dora
- Dorostorum
- Dorylaëum
- Dragobitia
- Dragonara
- Drasus
- Drivastum
- Druas
- Drusiliana
- Druzipara
- Dulma
- Dumium
- Dura
- Dusa
- Dystis

### E
- Eanach Dúin
- Ecdaumava
- Echinus
- Ecsalus
- Edessa in Macedonia
- Edistiana
- Egabro
- Egara
- Egnatia
- Egnazia Appula
- Eguga
- Elaea
- Elatea
- Elearchia
- Elephantaris:

1. Elephantaris in Mauretania
2. Elephantaris in Proconsulari

- Elepla
- Eleutherna
- Eleutheropolis:

1. Eleutheropolis in Macedonia
2. Eleutheropolis in Palaestina

- Elicroca
- Elis
- Elmhama
- Elo
- Elusa
- Eluza
- Elvas
- Eminentiana
- Emmaüs
- Empúries
- Enera
- Entrevaux
- Epidaurum
- Epiphania:

1. Epiphania in Cilicia
2. Epiphania in Syria

- Equilium
- Equizetum
- Erdonia
- Eressus
- Eriza
- Erra
- Erythrae
- Erythrum
- Etalonia
- Etenna
- Euaza
- Eucarpia
- Euchaitae
- Eudocia
- Eudocias
- Eudoxias
- Eumenia
- Euroea:

1. Euroea in Epiro
2. Euroea in Phoenicia

- Europus
- Eutyme
- Ezerus

### F
- Falerii
- Falerone
- Fallaba
- Famagusta
- Fata
- Faustinopolis
- Febiana
- Feradi:

1. Feradi Maius
2. Feradi Minus

- Ferentium
- Fesseë
- Ficus
- Fidenae
- Fidoloma
- Filaca
- Fiorentino
- Fissiana
- Flavias
- Flaviopolis
- Flenucleta
- Floriana
- Flumenepiscense
- Flumenzer
- Foratiana
- Forconium
- Forma
- Formiae
- Forontoniana
- Forum:

1. Forum Clodii
2. Forum Flaminii
3. Forum Novum
4. Forum Popilii
5. Forum Traiani

- Frequentium
- Fronta
- Fuerteventura
- Fundi
- Furnos:

1. Furnos Maior
2. Furnos Minor

- Fussala

### G
- Gabae
- Gabii
- Gadara
- Gadiaufala
- Gaguari
- Gabala
- Galtelli
- Gallesium
- Garba
- Gardar
- Gargara
- Garriana
- Gaudiaba
- Gauriana
- Gaza
- Gazera
- Gegi
- Gemellae:

1. Gemellae in Byzacena
2. Gemellae in Numidia

- Gerara
- Geras
- Gerasa
- Gergis
- Germa in Galatia
- Germania:

1. Germania in Dacia
2. Germania in Numidia

- Germanicia
- Germaniciana
- Germanicopolis
- Gerrha
- Gibba
- Gigthi
- Gilba
- Gindarus
- Girba
- Giru:

1. Giru Marcelli
2. Giru Mons

- Girus:

1. Girus
2. Girus Tarasii

- Gisipa
- Giufi:

1. Giufi
2. Giufi Salaria

- Glastonia
- Glavinitza
- Glenndálocha
- Gomphi
- Gor
- Gordoserba
- Gordus
- Grass Valley
- Gratiana
- Gratianopolis
- Gravelbourg
- Grumentum
- Guardialfiera
- Gubaliana
- Gummi:

1. Gummi in Byzacena
2. Gummi in Proconsulari

- Gunela
- Gunugus
- Gurza
- Guzabeta
- Gypsaria

### H
- Hadriane
- Hadriania
- Hadriani ad Olympum
- Hadrianopolis:

1. Hadrianopolis in Epiro
2. Hadrianopolis in Honoriade
3. Hadrianopolis in Pisidia

- Hadrianotherae
- Hadrumetum
- Halaesa
- Halia
- Halicarnassus
- Hamatha
- Harpasa
- Hauara
- Hebron
- Helenopolis:

1. Helenopolis in Bithynia
2. Helenopolis in Palaestina

- Heliopolis in Augustamnica
- Heliosebaste
- Helos
- Hemeria
- Hemesa per i Maroniti
- Hephaestus
- Heraclea:

1. Heraclea
2. Heraclea ad Latmum
3. Heraclea Pelagoniae
4. Heraclea Pontica
5. Heraclea Salbace

- Heracleopolis Magna
- Hermiana
- Hermocapelia
- Hermonthis
- Hermopolis:

1. Hermopolis Maior
2. Hermopolis Parva

- Hesbon
- Hexamilium
- Hierapolis in Isauria
- Hierapytna
- Hierissus
- Hierocaesarea
- Hieron
- Hieropolis
- Hierpiniana
- Hilta
- Himeria
- Hippo Diarrhytus
- Hippos
- Hirina
- Hirta
- Hispellum
- Hodelm
- Hólar
- Homona
- Horaea
- Horrea:

1. Horrea
2. Horrea Aninici
3. Horrea Coelia

- Horreomargum
- Horta
- Hortanum
- Hospita
- Hyccarum
- Hyda in Lycaonia
- Hyllarima
- Hypaepa
- Hypselis
- Hypsus
- Hyrcanis

### I
- Iabruda
- Iamnia
- Iasus
- Ibora
- Icosium
- Ida in Mauretania
- Idassa
- Idebessus
- Idicra
- Ierafi
- Ierichus
- Igilgili
- Ilistra
- Iliturgi
- Ilium
- Illiberi
- Illici
- Ingila
- Inis Cathaig
- Ioannina
- Iomnium
- Ionopolis
- Ioppe
- Ios
- Iotapa:

1. Iotapa in Isauria
2. Iotapa in Palaestina

- Ipagro
- Ipsus
- Irenopolis:

1. Irenopolis in Cilicia
2. Irenopolis in Isauria

- Iria Flavia
- Isaura
- Isauropolis
- Isba
- Isinda
- Isola
- Issus
- Ita
- Italica
- Iubaltiana
- Iucundiana
- Iuliopolis
- Iulium Carnicum
- Iunca:

1. Iunca in Byzacena
2. Inuca in Mauretania

- Iustinianopolis in Galatia
- Iziriana
- Izirzada

### J
- Jamestown

### K
- Kaskar dei Caldie
- Kearney
- Kharput degli Armeni
- Krbava

### L
- Labicum
- Lacedaemonia
- Lacubaza
- Lagania
- Lagina
- La Imperial
- Lamasba
- Lambaesis
- Lambiridi
- Lamdia
- Lamia
- Lamiggiga
- Lamphua
- Lampsacus
- Lamsorti
- Lamus
- Lamzella
- Laodicea:

1. Laodicea ad Libanum
2. Laodicea Combusta
3. Laodicea in Syria per i Maroniti
4. Laodicea in Syria per i Melchiti

- Lapda
- Lapithus
- Lappa
- Laranda
- Lares
- Lari Castellum
- Larissa in Syrien
- Latopolis
- Lauzadus
- Lavellum
- Lead
- Leavenworth
- Lebedus
- Lebessus
- Leges
- Legia
- Legio
- Legis Volumni
- Lemellefa
- Lemfocta
- Leontium
- Leptiminus
- Leptis Magna
- Lerus
- Lesina
- Lestrona
- Lesvi
- Lete
- Letopolis
- Leuce
- Libariensis
- Liberalia
- Libertina
- Lidoricium
- Lilybaeum
- Limata
- Limisa
- Limnae
- Limosano
- Limyra
- Lindisfarna
- Linoë
- Lipara
- Lititza
- Litomyšl
- Litterae
- Livias
- Lizicus
- Lorea
- Lorium
- Loryma
- Lugmad
- Lugura
- Lunda
- Luni
- Lupadium
- Luperciana
- Lycaonia
- Lycopolis
- Lydda
- Lyrbe
- Lysias
- Lysinia
- Lystra

### M
- Macomades:

1. Macomades
2. Macomades Rusticiana

- Macon
- Macri
- Macriana:

1. Macriana in Mauretania
2. Macriana Maior
3. Macriana Minor

- Mactaris
- Madarsuma
- Madaurus
- Mades
- Maeonia
- Magarmel
- Mageó
- Magnesia:

1. Magnesia ad Maeandrum
2. Magnesia ad Sipylum

- Magnetum
- Magydus
- Maillezais
- Maina
- Maiuca
- Maiumas Gazae
- Malliana
- Mallus
- Malus
- Mammilla
- Manaccenser
- Maraguia
- Marasc degli Armeni
- Marazanae:

1. Marazanae
2. Marazanae Regiae

- Marcelliana
- Marciana
- Marcopolis
- Mardin dei Siri
- Mareotes
- Margum
- Mariamme
- Mariana in Corsica
- Marida
- Marmarizana
- Marocco
- Maronana
- Maronea
- Martanae Tudertinorum
- Martirano
- Masclianae
- Mascula
- Massa Lubrense
- Mastaura:

1. Mastaura in Asia
2. Mastaura in Lycia

- Masuccaba
- Materiana
- Mathara:

1. Mathara in Numidia
2. Mathara in Proconsulari

- Matrega
- Mattiana
- Maturba
- Maura
- Mauricastro
- Mauriana
- Maximianae
- Maximiana:

1. Maximiana in Byzacena
2. Maximiana in Numidia

- Maximianopolis:

1. Maximianopolis in Arabia
2. Maximianopolis in Palaestina
3. Maximianopolis in Pamphylia
4. Maximianopolis in Thebaide

- Maxita
- Maxula Prates
- Mazaca
- Medaba
- Medea
- Medeli
- Media
- Mediana
- Medianas Zabuniorum
- Megalopolis:

1. Megalopolis in Peloponneso
2. Megalopolis in Proconsulari

- Megara
- Mela
- Melitene degli Armeni
- Meloë:

1. Meloë in Isauria
2. Meloë in Lycia

- Melzi
- Membressa
- Memphis
- Menefessi
- Menelaites
- Mennith
- Menois
- Mentesa
- Mercia
- Merus
- Mesarfelta
- Mesotymolus
- Messene
- Meta
- Metaba
- Metelis
- Metellopolis
- Methamaucum
- Methone
- Metrae
- Metropolis:

1. Metropolis in Asia
2. Metropolis in Pisidia

- Mevania
- Mibiarca
- Microcomien
- Midaëum
- Midica
- Mididi
- Midila
- Migirpa
- Miletopolis
- Milevum
- Milo
- Milopotamus
- Mimiana
- Mina
- Minervium
- Minora
- Minturnae
- Misenum
- Missua
- Mizigi
- Mnizus
- Modra
- Modruš
- Moglaena
- Molicunza
- Monembasia
- Mons:

1. Mons in Mauretania
2. Mons in Numidia

- Montecorvino
- Mons Faliscus
- Montemarano
- Monteverde
- Mopta
- Morosbisdus
- Mossyna
- Mostene
- Mosynopolis
- Motula
- Moxori
- Mozotcori
- Mulia
- Mulli
- Munatiana
- Mundinitza
- Municipa
- Murcona
- Murthlacum
- Murustaga
- Musbanda
- Mush degli Armeni
- Musti:

1. Musti
2. Musti in Numidia

- Muteci
- Mutia
- Mutugenna
- Muzuca:

1. Muzuca in Byzacena
2. Muzuca in Proconsulari

- Mylasa
- Myndus
- Myrica
- Myrina
- Myriophytos

### N
- Nabala
- Nachingwea
- Naiera
- Naissus
- Nara
- Naraggara
- Naratcata
- Narona
- Nasai
- Nasala
- Nasbinca
- Natchesium
- Natchitoches
- Nationa
- Naucratis
- Nauplia
- Nazianzus
- Nea Aule
- Neapolis:

1. Neapolis in Arabia
2. Neapolis in Caria
3. Neapolis in Cypro
4. Neapolis in Isauria
5. Neapolis in Palaestina

- Neapolis in Pisidia

1. Neapolis in Proconsulari

- Nea Valentia
- Nebbi
- Nebbio
- Neila
- Nemesi
- Neocaesarea:

1. Neocaesarea in Bithynia
2. Neocaesarea in Syria

- Nepeta
- Nephelis
- Nepte
- Nesqually
- Neve
- Newport
- Nicaea
- Nicius
- Nicives
- Nicopolis:

1. Nicopolis in Armenia
2. Nicopolis ad Iaterum
3. Nicopolis in Palaestina

- Nigizubi
- Nigrae Maiores
- Nilopolis
- Nisa in Lycia
- Nisyrus
- Noba
- Nomentum
- Nona
- Nova:

1. Nova
2. Nova Barbara
3. Nova Caesaris
4. Nova Germania
5. Nova Petra
6. Nova Sinna
7. Nova Sparsa

- Novae
- Novaliciana
- Novi
- Novica
- Numana
- Numericus
- Numida
- Numluli
- Nysa in Asia
- Nyssa

### O
- Oasis Magna
- Obba
- Obbi
- Obori
- Oca
- Octaba
- Octabia
- Octava
- Oëa
- Oenoanda
- Oescus
- Olba
- Olbia
- Olena
- Olimpus
- Oliva
- Olympus
- Ombi
- Onchesmus
- Onuphis
- Opitergium
- Oppidum:

1. Oppidum Consilinum
2. Oppidum Novum

- Opus
- Orange
- Orcistus
- Oreto
- Oreus
- Orisa
- Oropus
- Orthosias:

1. Orthosias in Caria
2. Orthosias in Phoenicia

- Orymna
- Ostra
- Ostracine
- Othona
- Otriculum
- Otrus
- Ottana
- Ottocium

### P
- Pachnemunis
- Palaeopolis:

1. Palaeopolis in Asia
2. Palaeopolis in Pamphylia

- Palmyra
- Pamphilus
- Panatoria
- Pandosia
- Paneade
- Panemotichus
- Panephysis
- Panopolis
- Paphus
- Paraetonium
- Paralus
- Parembolae:

1. Parembolae in Palaestina
2. Parembolae in Phoenicia

- Paria in Proconsolare
- Parium
- Parlais
- Parnassus
- Paroecopolis
- Paros
- Partenia
- Patara
- Pausulae
- Pauzera
- Pederodiana
- Pednelissus
- Pegae
- Pella
- Peltae
- Penafiel
- Pentacomia
- Perdices
- Pergamum
- Peristasis
- Peritheorium
- Perperene
- Perrhe
- Perta
- Pertusa
- Pesto
- Petina
- Petinessus
- Petnelissus
- Petra:

1. Petra in Aegypto
2. Petra in Lazica

- Phacusa
- Phaena
- Phaeno
- Pharan
- Pharbaethus
- Pharsalus
- Phaselis
- Phatanus
- Phelbes
- Phellus
- Philadelphia:

1. Philadelphia in Arabia
2. Philadelphia in Lydia
3. Philadelphia Minor

- Philae
- Philippopolis in Arabia
- Philomelium
- Phoba
- Phocaea
- Phoenice
- Photice
- Phragonis
- Phytea
- Pia
- Pinara
- Pinhel
- Pionia
- Pisita
- Pitanae
- Pityus
- Plataea
- Platamon
- Plestia
- Ploaghe
- Plotinopolis
- Pocofeltus
- Podalia
- Poemanenum
- Poetovium
- Pogla
- Polemonium
- Polinianum
- Polybotus
- Polymartium
- Polystylus
- Pomaria
- Pomesanien
- Populonia
- Porphyreon
- Porthmus
- Potentia in Piceno
- Praecausa
- Praenetus
- Praesidium
- Priene
- Prisriana
- Privata
- Prostanna
- Prusa
- Prusias ad Hypium
- Prymnessus
- Pselchis
- Psibela
- Ptolomais:

1. Ptolemais in Libya
2. Ptolemais in Phoenicia
3. Ptolemais in Phoenicia dei Maroniti

- Pudentiana
- Pulcheriopolis
- Pumentum
- Pupiana
- Puppi
- Putia:

1. Putia in Byzacena
2. Putia in Numidia

- Pyrgos

### Q
- Quaestoriana
- Quincy
- Quiza

### R
- Rachlea
- Rama
- Ramsbiria
- Raphanea
- Raphia
- Rapidum
- Rebellum
- Recanati
- Regiae
- Regiana
- Remesiana
- Reperi
- Respecta
- Ressiana
- Rhaedestus
- Rhandus
- Rhasus
- Rhesaina
- Rhinocorura
- Rhithymna
- Rhizus
- Rhodiapolis
- Rhodopolis
- Rhoga
- Rhosus
- Risinium
- Rosalia
- Ros Cré
- Rosella
- Roskilde
- Rosmen
- Rossmarkaeum
- Rota
- Rotaria
- Rotdon
- Rubicon
- Rucuma
- Rufiniana
- Rusadus
- Rusellae
- Rusguniae
- Rusibisir
- Rusicade
- Ruspae
- Rusticiana
- Rusubbicari
- Rusuca
- Rusuccuru
- Rutabo

### S
- Sabadia
- Sabrata
- Saccaea
- Saesina
- Saetabis
- Sagalassus
- Sagona
- Saia Maior
- Sais
- Saittae
- Saint-Papoul
- Sala
- Salamias
- Salapia
- Saldae
- Salona
- Samos
- Sanavus
- Sanctus Germanus
- San Leone
- Santa Giusta
- Sarda
- Sarepta:

1. Sarepta
2. Sarepta dei Maroniti

- Sariphaea
- Sarsenterum
- Sasabe
- Sasima
- Sassura
- Sata
- Satafi
- Satafis
- Satala:

1. Satala in Armenia
2. Satala in Lydia

- Satrianum
- Sauatra
- Sault Sainte Marie in Michigan
- Sbida
- Scala
- Scampa
- Scardona
- Scarphea
- Scebatiana
- Scepsis
- Schedia
- Sciathus
- Scilium
- Scopelus:

1. Scopelus in Haemimonto
2. Scopelus in Thessalia

- Scutarium
- Scyrus
- Sebana
- Sebarga
- Sebaste:

1. Sebaste in Cilicia
2. Sebaste in Palaestina
3. Sebaste in Phrygia

- Sebastopolis:

1. Sebastopolis in Armenia
2. Sebastopolis in Thracia

- Sebela
- Sebennytus
- Seert dei Caldei
- Segermes
- Segia
- Segisama
- Sejny
- Sela
- Selemselae
- Selendeta
- Seleucia Ferrea
- Seleuciana
- Seleucobelus
- Selinus
- Selja
- Selsea
- Semina
- Semnea
- Semta
- Senez
- Sepino
- Septimunicia
- Serbia
- Sereddeli
- Sergentza
- Serigene
- Serra
- Serta
- Sertei
- Sesta
- Setea
- Sethroë
- Severiana
- Sfasferia
- Shkodra
- Sibidunda
- Siblia
- Sicca Veneria
- Siccenna
- Siccesi
- Sicilibba
- Sicyon
- Sidnacestre
- Sidon
- Sidyma
- Sigus
- Sila
- Silandus
- Silli
- Simidicca
- Simingi
- Siminina
- Simitthu
- Sinda
- Siniandus
- Sinis
- Sinitis
- Sinna
- Sinnipsa
- Sinnuara
- Sinope
- Siraces
- Siscia
- Sistroniana
- Sita
- Sitifis
- Sitipa
- Siunia
- Skálholt
- Slebte
- Socia
- Soldaia
- Soli
- Sophene
- Sora
- Sorres
- Sozopolis:

1. Sozopolis in Haemimonto
2. Sozopolis in Pisidia

- Sozusa:

1. Sozusa in Libya
2. Sozusa in Palaestina

- Stadia
- Stagnum
- Stagoi
- Stectorium
- Stephaniacum
- Stobi
- Strathernia
- Stratonicea:

1. Stratonicea in Caria
2. Stratonicea in Lydia

- Strongoli
- Strongyle
- Strumnitza
- Suacia
- Suas
- Suava
- Subaugusta
- Subbar
- Subrita
- Sucarda
- Succuba
- Suelli
- Sufar
- Sufasar
- Sufes
- Sufetula
- Sulci
- Suliana
- Sullectum
- Sululos
- Summa
- Summula
- Sura
- Surista
- Sutrium
- Sutunurca
- Syca
- Sycomazon
- Syedra
- Syene
- Synaus
- Synnada in Mauretania
- Synopolis

### T
- Tabae
- Tabaicara
- Tabala
- Tabalta
- Tabbora
- Tabla
- Taborenta
- Tabuda
- Tabunia
- Tacapae
- Tacarata
- Tacia Montana
- Tadamata
- Taddua
- Taenarum
- Tagarata
- Tagarbala
- Tagaria
- Tagase
- Taium
- Talaptula
- Tamada
- Tamagrista
- Tamallula
- Tamalluma
- Tamascani
- Tamasus
- Tamata
- Tamazeni
- Tamazuca
- Tambeae
- Tamiathis
- Tanagra
- Tanais
- Tanaramusa
- Tanasia
- Tanis
- Tanudaia
- Taparura
- Tapasa
- Taraqua
- Tarasa:

1. Tarasa in Byzacena
2. Tarasa in Numidia

- Targa
- Tarsus dei Maroniti
- Tasaccora
- Tatilti
- Taua
- Taurianum
- Tauromenium
- Tavium
- Tegea
- Teglata:

1. Teglata in Numidia
2. Teglata in Proconsulari

- Tela
- Telde
- Tell-Mahrê
- Telmissus
- Temenothyrae
- Temnus
- Tempe
- Temuniana
- Tenedus
- Tentyris
- Teos
- Tepelta
- Terenuthis
- Termae Himerae
- Termessus
- Tetci
- Teuchira
- Thabraca
- Thagamuta
- Thagaste
- Thagora
- Thala
- Thamugadi
- Thapsus
- Tharona
- Tharros
- Thasbalta
- Thasus
- Thaumacus
- Thebae:

1. Thebae in Thebaide
2. Thebae Phthiotides

- Thelepte
- Thermopylae
- Themiscyra
- Themisonium
- Thenae
- Thennesus
- Theodoropolis
- Theosiopolis:

1. Theodosiopolis ante Apri
2. Theodosiopolis in Arcadia
3. Theodosiopolis in Armenia

- Thermae Basilicae
- Thérouanne
- Thespiae
- Theudalis
- Theuzi
- Theveste
- Thiava
- Thibaris
- Thibica
- Thibilis
- Thibiuca
- Thibuzabetum
- Thiges
- Thignica
- Thimida:

1. Thimida
2. Thimida Regia

- Thinis
- Thinisa in Numidia
- Thisiduo
- Thizica
- Thmuis
- Thois
- Thubunae in Numidia
- Thurburbo:

1. Thuburbo Maius
2. Thuburbo Minus

- Thuburnica
- Thubursicum:

1. Thubursicum
2. Thubursicum-Bure

- Thucca:

1. Thuccabora
2. Thucca in Mauretania
3. Thucca in Numidia
4. Thucca Terebenthina

- Thugga
- Thunigaba
- Thunudruma
- Thunusuda
- Thurio
- Thyatira
- Thysdrus
- Tiberias
- Tiberiopolis
- Ticelia
- Tiddi
- Tiflis
- Tigamibena
- Tigava
- Tigias
- Tigillava
- Tigimma
- Tigisi:

1. Tigisi in Mauretania
2. Tigisi in Numidia

- Tiguala
- Timici
- Timidana
- Tingaria
- Tingis
- Tinis in Proconsulari
- Tinista
- Tinum
- Tipasa:

1. Tipasa in Mauretania
2. Tipasa in Numidia

- Tisedi
- Tisili
- Titiopolis
- Tituli:

1. Tituli in Numidia
2. Tituli in Proconsulari

- Tityassus
- Tium
- Tlos
- Tokat degli Armeni
- Tongres
- Torcello
- Torone
- Tortibulum
- Tracula
- Tragurium
- Traianopolis:

1. Traianopolis in Phrygia
2. Traianopolis in Rhodope

- Traiectum ad Mosam
- Tralles:

1. Tralles in Asia
2. Tralles in Lydia

- Transmarisca
- Trapezopolis
- Trapezus degli Armeni
- Treba
- Trebenna
- Trebia:

1. Trebia
2. Trebia Augusta

- Trecalae
- Treia
- Tremithus
- Tres Tabernae
- Trevico
- Tricca
- Tricomia
- Tripolis:

1. Tripolis in Lydia
2. Tripolis in Phoenicia

- Trisipa
- Troas
- Trocmades
- Troezene
- Trofimiana
- Troyna
- Truentum
- Tubernuca
- Tubia
- Tubulbaca
- Tubunae in Mauretania
- Tubusuptu
- Tubyza
- Tucci
- Tulana
- Tullia
- Tunes
- Tunnuna
- Turres:

1. Turres Ammeniae
2. Turres Concordiae
3. Turres in Byzacena
4. Turres in Numidia

- Turris:

1. Turrisblanda
2. Turris in Mauretania
3. Turris in Proconsulari
4. Turris Rotunda
5. Turris Tamalleni

- Turuda
- Turuzi
- Tuscamia
- Tuscania
- Tusuros
- Tymandus
- Tymbrias
- Tyndaris
- Tyriaeum
- Tzernicus

### U
- Ubaba
- Ubaza
- Uccula
- Uchi Maius
- Ucres
- Ulcinium
- Ulpiana
- Ululi
- Umbriatico
- Unizibira
- Uppenna
- Urbs Salvia
- Urci
- Urima
- Ursona
- Urusi
- Usinaza
- Usula
- Uthina
- Utica
- Utimma
- Utimmira
- Uzalis
- Uzippari
- Uzita

### V
- Vada
- Vadesi
- Vaga
- Vagada
- Vagal
- Vageata
- Vagrauta
- Vaison
- Valabria
- Valentia
- Valentiniana
- Valeria
- Valliposita
- Vallis
- Vamalla
- Vanariona
- Vannida
- Vardimissa
- Vartana
- Vasada
- Vassinassa
- Vatarba
- Vazari:

1. Vazari
2. Vazari-Didda

- Vazi-Sarra
- Vegesela:

1. Vegesela in Byzacena
2. Vegesela in Numidia

- Velefi
- Velia
- Velicia
- Vera
- Verbe
- Vergi
- Verinopolis
- Verrona
- Vertara
- Vescera
- Vibiana
- Vibo
- Vico:

1. Vico Equense
2. Vicohabentia

- Victoriana
- Vicus:

1. Vicus Aterii
2. Vicus Augusti
3. Vicus Caesaris
4. Vicus Pacati
5. Vicus Turris

- Villa:

1. Villa Nova
2. Villa Regis

- Villamagna:

1. Villamagna in Proconsulari
2. Villamagna in Tripolitania

- Vina
- Vincennes
- Vinda
- Virunum
- Vissalsa
- Vita
- Voli
- Volsinium
- Volturnum
- Voncaria
- Voncariana
- Vulturaria
- Vulturia

### W
- Walla Walla
- Wiener Neustadt
- Wigry

### X
- Xanthe
- Xanthus
- Xios

### Y
- Ypres

### Z
- Zaba
- Zabi
- Zabulon
- Zagylis
- Zaliche
- Zallata
- Zama:

1. Zama Major
2. Zama Minor

- Zapara
- Zaraï
- Zaratovium
- Zarna
- Zarzela
- Zattara
- Zela
- Zella
- Zenobias
- Zenopolis:

1. Zenopolis in Isauria
2. Zenopolis in Lycia

- Zephyrium
- Zerta
- Zeugma:

1. Zeugma in Mesopotamia
2. Zeugma in Syria

- Zica
- Zoara
- Zorava
- Zorolus
- Zucchabar
- Zuri
- Zygana
- Zygris